# Brønstedova–Lowryho teorie kyselin a zásad
Brønstedova–Lowryho teorie kyselin a zásad nově definovala pojmy kyseliny a zásady. Tím rozšiřuje velmi úzce definovanou teorii Arrheniovu. Navrhli ji nezávisle na sobě dánský fyzikální chemik Johannes Nicolaus Brønsted a anglický fyzikální chemik Thomas Martin Lowry v roce 1923. Později byla publikována obecnější Lewisova teorie.

## Podstata Brønstedovy–Lowryho teorie kyselin a zásad
Arrheniova teorie definuje kyseliny a zásady jen jako látky, které ve vodě ionizují za vzniku vodíkových kationtů respektive hydroxydových aniontů a opomíjí vliv rozpouštědla a další chemické interakce, což je velmi omezující pojetí.
Brønstedova–Lowryho teorie, naproti tomu, považuje za kyselinu látku, která je schopna odevzdat proton (je donorem protonu) a za zásadu považuje látku, která je schopna proton přijmout ( je akceptorem protonu). Každá kyselina je spojená s odpovídající zásadou, s kterou tvoří tzv. konjugovanou dvojici. To v důsledku znamená, že látka nebo iont, která je v jednom konjugovaném páru kyselinou, může být v jiném konjugovaném páru zásadou – může být donorem i akceptorem protonu v závislosti na vlastnostech druhého člena konjugované dvojice. Kyselinami a zásadami mohu tedy být nejen elektroneutrální molekuly (klasické kyseliny a zásady), ale i některé ionty. Kyselinou mohou být např. kationty jako H3O+, NH4+ a jiné, a některé komplexní kationty kovů např.: [Al(H2O)6] 3+ a také anionty vícesytných kyselin jako např.: HSO4−.  Zásadami zase mohou být některé kationtové komplexy kovů jako [Al(H2O)5(OH)] 2+ a anionty kyselin včetně OH−. Kromě toho některé látky mohou vystupovat jako kyseliny i zásady, např.: H2O, HSO4− a jiné. Takové látky nazýváme amfoterní.  V podstatě platí, že charakter kyselin respektive zásad se projeví až po spojení s druhým členem konjugované dvojice tedy zásadou respektive kyselinou. V roztoku donor volné protony odštěpí až v přítomnosti akceptoru – oba děje probíhají současně.
Pro zdůraznění funkce protonu v acido-bazických reakcí se tyto reakce někdy označují jako protolytické.

## Kyseliny
Podle této teorie jsou kyseliny látky, které mají schopnost odštěpit svůj proton (H+). Kyselina je tedy donor (dárce) protonu.
HA ⇌ H+ + A−    —  Podle toho, co je uvedeno výše, je v tomto příkladu konjugovaného páru HA kyselinou a A– zásadou. Obdobně níže.
H2O⇌H+ + OH− 
HCl ⇌ H+ + Cl−
HNO3 ⇌ H+ + NO3−

## Zásady
Podle této teorie jsou zásady látky, které mají schopnost vázat proton. Zásada je tedy akceptor (příjemce) protonu.
B– + H+ ⇌ HB        — Tento konjugovaný pár tvoří B– jako zásada a HB jako kyselina.
HB + H+ ⇌ H2B+      —  Zde je HB zásadou a H2B+ kyselinou. A obdobně v dalších příkladech.
H2O + H+ ⇌ H3O+
NH3 + H+ ⇌ NH4+

## Shrnutí
Látky se chovají jako kyseliny jen v přítomnosti zásady a naopak. Voda (H2O) se chová jako zásada i kyselina, tj. přijímá proton, vznikne oxoniový kation H3O+, nebo ho odštěpuje za vzniku hydroxidového aniontu. Stejně tak mnoho jiných látek (sloučenin i iontů) může být v některých reakcích kyselinou a v jiných zásadou.